# Jewgeni Wladimirowitsch Mons
Jewgeni Wladimirowitsch Mons (russisch Евгений Владимирович Монс; * 23. März 1989 in Tscherepowez, Russische SFSR) ist ein russischer Eishockeyspieler, der seit 2018 beim HK Witjas Podolsk in der Kontinentalen Hockey-Liga unter Vertrag steht.      

## Karriere

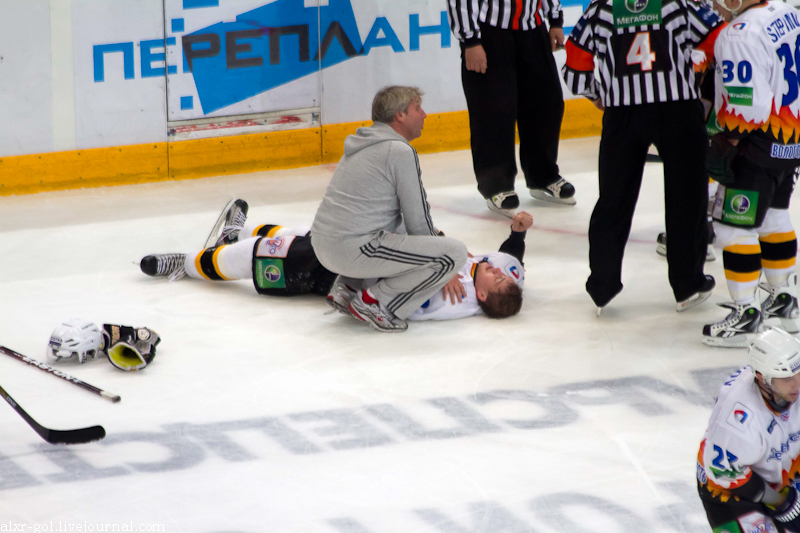
Jewgeni Mons liegt nach einer Verletzung auf dem Eis

Jewgeni Mons begann seine Karriere als Eishockeyspieler in seiner Heimatstadt in der Nachwuchsabteilung von Sewerstal Tscherepowez, für dessen zweite Mannschaft er von 2005 bis 2009 in der drittklassigen Perwaja Liga aktiv war. In der Saison 2007/08 gab er parallel als Leihspieler sein Debüt für die Profimannschaft von Kapitan Stupino in der Wysschaja Liga, der zweiten russischen Spielklasse. Zudem lief der Flügelspieler in der Saison 2008/09 in fünf Partien für die Profimannschaft von Sewerstal Tscherepowez in der neu gegründeten Kontinentalen Hockey-Liga auf und erzielte dabei ein Tor. Den Großteil der Saison sowie die gesamte folgende Spielzeit verbrachte er allerdings beim Zweitligisten HK Lipezk.
Zur Saison 2010/11 kehrte Mons zu Sewerstal Tscherepowez zurück und spielte parallel für dessen Profimannschaft in der KHL sowie dessen Juniorenmannschaft Almas Tscherepowez in der multinationalen Nachwuchsliga Molodjoschnaja Chokkeinaja Liga.

## KHL-Statistik
(Stand: Ende der Saison 2018/19)